# Félicien Chapuis
Pour les articles homonymes, voir Chapuis.
Félicien Chapuis est un  médecin et un entomologiste amateur belge, né le 29 avril 1824 à Verviers et mort le 30 septembre 1879 à Heusy près de Verviers.

## Biographie
Fils d'un médecin, il poursuit, après son baccalauréat, ses études à Bonn où il apprend l'allemand. Il s'intéresse à la biologie et aux sciences naturelles dès son jeune âge. Il continue ensuite ses études à l'université de Liège, où il se lie d'amitié avec Ernest Candèze qui lui fait partager son intérêt pour l'entomologie. Les deux étudiants en médecine sont chargés de travaux de recherche par leur professeur de zoologie, Théodore Lacordaire, concernant notamment l'étude des larves des coléoptères.
Docteur en sciences (1848) et en médecine, il exerce à Paris à partir de 1852, puis retourne dans sa ville natale. Il fait, parallèlement à sa carrière de médecin, une grande œuvre entomologique. Il s’intéresse tout d’abord aux coléoptères. Il finit les Genera des coléoptères, vaste ouvrage entrepris par Théodore Lacordaire (1801-1870) que la mort interrompt. Il s'intéresse également à la botanique et écrit un livre sur les pigeons voyageurs.
Il est correspondant (1858), puis membre (1865) de l'Académie royale des sciences et des beaux-arts de Belgique. Il est fait chevalier de l'ordre de Léopold en 1872.

## Quelques publications
- Monographie des Platypides, Mémoires de la Société des Sciences de Liège, vol. XX, 1866
- Synopsis des Scolytides, Mémoires de la Société des Sciences de Liège, vol. XXII, 1869
- Histoire naturelle des Insectes. Genera des Coléoptères. Tome X. Libraire encyclopédique de Roret, Paris, 455 pp., pls. 111–124. (Phytophages), 1874
- Histoire naturelle des Insectes. Genera des Coléoptères. Tome XI. Libraire encyclopédique de Roret, Paris, 420 pp., pls. 125–130. (Phytophages), 1875
- Histoire naturelle des Insectes. Genera des Coléoptères. Tome XII. Libraire encyclopédique de Roret, Paris, 424 pp., pls. 131–134. (Érotyliens. Endomychides, Coccinellides), 1876.